# 長尾光輝
長尾 光輝（ながお みつき、1999年4月28日 - ）は、日本のプロバスケットボール選手。北海道出身。ポジションはポイントガード。
B3リーグ・新潟アルビレックスBB所属。

## 来歴
中学時代に全国中学校バスケットボール大会出場、また北海道代表に選出され都道府県対抗ジュニアバスケットボール大会に出場した。
東海大学付属札幌高等学校バスケットボール部では、2年・3年時にインターハイ・ウインターカップともに出場を果たし、3年時にはチームキャプテンを務めた。また、2017年えひめ国体に北海道代表として出場した。
その後東海大学に進み、男子バスケットボール部でプレイした。なお、同部の同じ学年に大倉颯太・八村阿蓮・佐土原遼らがいる。

### プロ入り後
2022年に練習生としてB3リーグの鹿児島レブナイズに加入、当初はクラブの営業職をしながら練習参加した。2022年9月に鹿児島との選手契約を発表、2022年10月24日の湘南戦で初出場。このシーズンはB3で28試合に出場した。
翌2023-24シーズンも鹿児島にてプレーし、チームはB2昇格を果たした。
2024年6月、B3の東京ユナイテッドバスケットボールクラブへ移籍した。
2025年6月、B3の新潟アルビレックスBBへ移籍した。

## 個人成績
| シーズン   | チーム | GP | GS | MPG   | FG%   | 3P%   | FT%   | RPG | APG | SPG | BPG | TO  | PPG |
| ---------- | ------ | -- | -- | ----- | ----- | ----- | ----- | --- | --- | --- | --- | --- | --- |
| B3 2022-23 | 鹿児島 | 28 | 2  | 8:53  | 42.7% | 32.5% | 55.6% | 1.3 | 0.8 | 0.5 | 0   | 0.6 | 3.3 |
| B3 2023-24 | 鹿児島 | 47 | 3  | 12:44 | 43.6% | 31.3% | 71.1% | 1.8 | 1.4 | 0.8 | 0.1 | 0.8 | 5.0 |
| B3 2024-25 | 東京U  | 51 | 47 | 20:01 | 42.4% | 29.2% | 67.3% | 1.9 | 3.3 | 1.6 | 0   | 1.2 | 8.9 |